# 美法短暂冲突
美法短暂冲突亦稱美法战争、準战争（英語：Quasi-War），是在1798年至1800年美國總統约翰·亚当斯任內发生在美国和法国之间的海战。战争的双方并没有正式宣战。这场冲突几乎全由海战构成。在1792年九月份法国君主制结束后，美国拒绝继续向法国偿还大量的债务，这些债务曾经在美国独立战争时期起了巨大的作用，理由是美国人宣称这笔债务的债主是先前的政权。同时法国也对美英之间的杰伊条约与贸易行为感到愤怒。作为回应，法国開始袭击美国的船只，击沉或俘虏了多艘美国的船只。
外交談判未能解決這些分歧，1796年10月，法國私掠船開始不分國籍的攻擊在美國水域航行的商船。而美國無法做出有效反擊，到了1797年10月，超過316艘美國船隻被俘。1798年3月，國會重組了美國海軍，並於7月授權開始攻擊法國海軍。
除了一些單獨的船隻交戰外，到了1799年，通過與英國皇家海軍的非正式合作，美國的損失已大大減少。美法之間的外交談判繼續進行， 1799年11月，美國派遣威廉·范斯·默里赴法國進行和平談判。衝突行動以簽署1800年公約而告終。

## 背景
在美国独立战争中，法兰西王国是美国的重要盟友。1778年美国和法国签署了一个联盟条约。但是1794年美国和英国之间签署了《杰伊条约》，解决了美国独立战争后两国之间的一些争执。这个条约也包括了一个经济款项。
这时的法国已经爆发了革命，法国看到美国在英国与法国的冲突间改变了立场，采取了中立姿态，而且美国还开始与法国的敌人英国做买卖，使得法国非常气愤。不但如此，美国还拒绝向法国还债，理由是法兰西共和国建立后这笔债消除了（因为美国欠的是法兰西王国的债）。
首先，法國私掠船開始扣押與英國貿易的美國船隻並將其作為獎品出售，1796年12月美国驻法国的新大使到达巴黎后法国拒绝认可他。1797年末美国总统约翰·亚当斯向美国国会做报告的时候说法国拒绝谈判，“我国因此必须采取必要的防御姿态”。1798年4月亚当斯向国会报告了XYZ事件，法国代表要求大量赔偿来弥补与美国的关系。
法国导致美国相当多的船只损失。1797年6月21日國務卿蒂莫西·皮克林向国会报告说在过去的11个月里法国俘虏了316艘美国商船。法国的敌对行为导致美国船只的保险金上升了500%。法国战舰在美国大西洋海岸前几乎所向无敌。美国政府没有舰只来抵抗它们，美国的最后一艘战舰在1785年已经被卖掉了。美国仅有一支海关缉私快艇舰队，海岸堡垒微不足道。
由于革命法国雇佣军的劫掠不断增多美国需要重建已经被取消的海军来保卫其不断扩大的商船舰队。美国国会授命总统购买、武备和征募船员来组织顶多12艘舰只，每舰顶多装备22门炮。在这个法令下美国购买了一些舰只并把它们改装为战舰。
1798年7月7日美国国会作废与法国的条约，此举一般被看作是美法短暂冲突的半正式开始。两天后国会又发布法令允许攻击法国船只。

## 海战

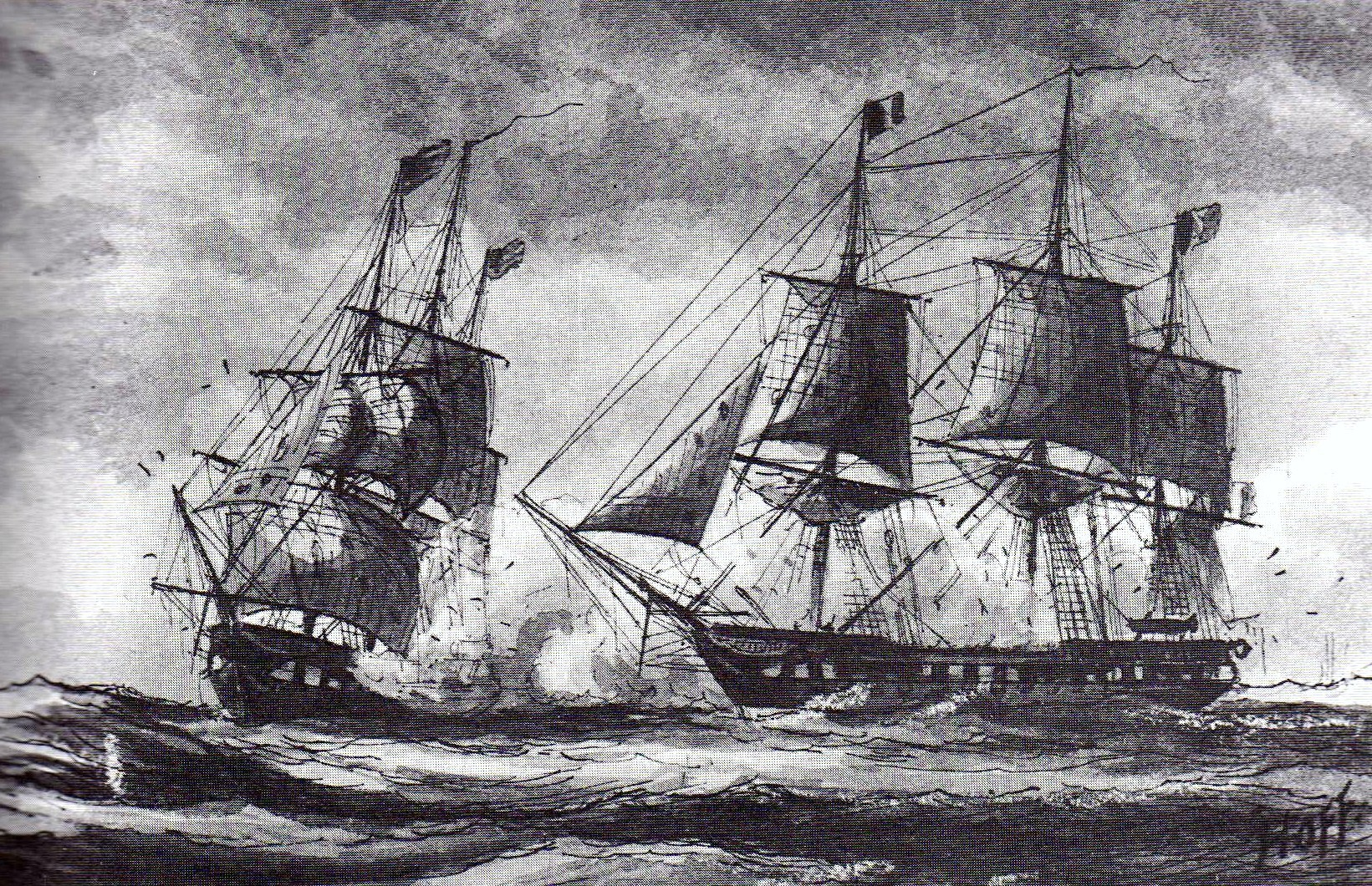
美舰星座号与法舰起义号之间的战斗

美国舰队共有约25艘战舰，它们在美国南海岸和加勒比海游弋，寻找法国雇佣军。托马斯·托克斯顿对其手下训练有素，付的薪水也很可观，导致其护卫舰星座号俘获了法舰起义号和重创了复仇号。1798年7月7日特拉华号俘获了可信号。企业号俘获了八艘雇佣军舰只，营救了11艘美国舰只。实验号俘获了法舰双友号和迪安号并营救了众多美国商船。波士顿号击沉了摇篮号。1800年5月11日袭击了与法国联盟的西班牙在圣多明哥的一个港口，宪法号把法国雇佣军舰只三明治号逼出港口并炮轰了西班牙要塞。
在冲突中美舰反击号被法国俘虏，后来又被美国俘虏。反击号本来是被美国俘虏的可信号，被美国海军买下。1798年10月28日它与蒙特祖馬号和诺福克号离开诺福克在西印度群岛为美国商船护航。11月20日法国护卫舰暴动号和志愿号赶上反击号，当时反击号的友舰正在远处，反击号舰长威廉·班布里奇在处于劣势的情况下投降，班布里奇告诉法国指挥官蒙特祖馬号和诺福克号的炮力比法舰强得多，因此使得法舰放弃追逐，让蒙特祖馬号和诺福克号逃脱。法国把它改名为魔法师号，6月28日它被梅里马克号正中后向美舰投降。
美国海关缉私快艇（后来演化为美国海岸警卫队）也参加了这场冲突。愛德華·普雷布爾指挥的皮克林号两次去西印度群岛并俘获了一些战利品。后来它甚至经过九小时的海战后俘获了法国雇佣军舰征服埃及号。1800年9月皮克林号在一次风暴中失事，所有水手丧生。普雷布爾后来指挥埃塞克斯号护卫舰，他绕过合恩角为美国商船护航并俘获了一些法国舰只。
总而言之美国海军损失轻，只有一艘武装船只是在海战中损失的。但是一份资料称到1800年战争结束为止法国俘获了两千多艘美国商船。
虽然英國皇家海軍与美国海军的敌人是同一个，但是他们没有合作，也没有交换行动计划或者互相协商部署他们的力量。不过英国向美国政府出售了海军资源和弹药，另外他们交换了互相之间的信号系统，这样他们在海上能够互相之间识别对方的战舰并允许对方的商船加入自己的护航队。

## 停火
1800年秋美国海军和英国皇家海军的行动以及法国第一执政拿破仑·波拿巴採取外交和谐的政策，於1800年9月30日签署的条约结束了美法短暂冲突，但是这个消息并未能够使得约翰·亚当斯在当年的总统大选中得以连任。

### 引用
1. ↑  Eclov 2013，p. 223-224: "British and American warships shared coded signals to identify each other as friendly, sailed in concert, and sometimes chased the enemy together. The commanders often entertained their opposite numbers aboard their ships, and shared intelligence on enemy strength, and disposition. Without compunction, they convoyed the other nation’s merchantmen. The British governors allowed American men of war to use their islands as bases of operations and to board prisoners of war captured in theatre.".
2. ↑  美国海军部，海军历史中心 重建海军 （页面存档备份，存于）
3. ↑  美国海岸警卫队 战时海岸警卫队 （页面存档备份，存于）
4. ↑  .   [2009-04-30]. （原始内容存档于2013-07-28）.
5. ↑  ，1992年，68页
6. ↑  http://www.thoughtco.com/ 美法短暂冲突 （页面存档备份，存于）
7. ↑  （美国的首次有限战争），美国陆军预备队

## 延伸阅读
- Bowman, Albert Hall. The struggle for neutrality: Franco-American diplomacy during the Federalist era (1974), online free
- Daughan, George C. (2008). If By Sea: The Forging of the American Navy – From the Revolution to the War of 1812. Philadelphia: Basic Books. ISBN 978-0-465-01607-5.
- DeConde, Alexander (1966). The Quasi-War: The Politics and Diplomacy of the Undeclared War with France, 1797–1801. Charles Scribner's Sons.
- Palmer, Michael . . University of South Carolina Press. 1987  [2020-03-10]. ISBN 978-0-8724-9499-2. （原始内容存档于2020-08-18）.
- Leiner, Frederick C. . Annapolis: US Naval Institute Press. 1999. ISBN 978-1-55750-508-8.
- Eclov, Jon Paul.  (学位论文). University of North Dakota. 2013  [2023-05-27]. （原始内容存档于2023-04-24）.
- Love, Robert. . Harrisburg PA: Stackpole Books. 1992. ISBN 978-0-8117-1862-2.
- Nash, Howard Pervear. The forgotten wars: the role of the US Navy in the quasi war with France and the Barbary Wars 1798–1805 (AS Barnes, 1968)
- Palmer, Michael A. Stoddert's war: Naval operations during the quasi-war with France, 1798–1801. Naval Institute Press, 1999
- Toll, Ian W. (2006). Six Frigates: The Epic History of the Founding of The U.S. Navy. New York: W.W. Norton. ISBN 978-0-393-05847-5.
- Unger, Harlow. . Hoboken NJ: John Wiley & Sons, Inc. 2005. ISBN 978-0-471-65113-0.
- Williams, Greg H. . McFarland. 2009  [2020-03-10]. ISBN 9780786454075. （原始内容存档于2020-08-19）.